# Mulan II
Mulan II – amerykański film animowany, familijny z 2004 roku, opowiadający dalsze losy chińskiej dziewczyny Mulan (której pierwowzorem jest legendarna Hua Mulan), która tym razem musi eskortować trzy księżniczki, które z kolei mają wziąć przymuszony ślub.
Film w Polsce wydany na kasetach wideo i płytach DVD przez Imperial CinePix. Film wydany również na DVD z dystrybucją CD Projekt i Galapagos Films. Film wyemitowany w telewizji na kanałach: TVP1, Polsat, Polsat Film, Disney Channel, Stopklatka TV.

## Fabuła
W czasie przygotowań do swojego wesela, Shang i Mulan zostają wysłani na tajemniczą wyprawę, aby eskortować trzy księżniczki do Chang’an w Chinach. Mushu jest zdecydowany za wszelką cenę rozdzielić zakochaną parę po tym, gdy dowiaduje się, że przestanie być opiekunem Mulan, gdyż ta po ślubie stanie się członkiem rodziny Li. Gdy księżniczki zakochują się w swoich strażnikach, Mulan ma wątpliwości, czy pomóc im uciec, aby nie musiały poślubić mężczyzn, których nie kochają. To jednak jest sprzeczne z rozkazami cesarza. Do tego jeszcze zostają zaatakowani przez rozbójników i cała przyszłość Chin staje się niepewna.

## Obsada głosowa
- Ming-Na – Fa Mulan (dialogi)
- Lea Salonga – Fa Mulan (śpiew)
- BD Wong – Li Shang
- Mark Moseley – Mushu
- Lucy Liu – Mei (głos)
- Beth Blankenship – Mei (śpiew)
- Harvey Fierstein – Yao
- Sandra Oh – Ting Ting (dialogi)
- Judy Kuhn – Ting Ting (śpiew)
- Gedde Watanabe – Ling
- Lauren Tom – Su (dialogi)
- Mandy Gonzalez – Su (śpiew)
- Jerry Tondo – Chien-Po
- Frank Welker –
  - Cri-Kee,
  - Mały Brat
- Pat Morita – cesarz
- George Takei – Przodek
- June Foray – Babcia Fa
- Freda Foh Shen – Fa Li
- Soon-Tek Oh – Fa Zhou
- Keone Young – Lord Qin

## Wersja polska
Wersja polska: Start International Polska

Piosenki nagrano w: Studio Buffo

Reżyseria: Joanna Wizmur

Dialogi polskie: Bartosz Wierzbięta

Kierownictwo muzyczne: Marek Klimczuk

Teksty piosenek: Marek Robaczewski

Reżyser dźwięku:
- Janusz Tokarzewski,
- Jarosław Regulski

Kierownik produkcji: Paweł Araszkiewicz

Koordynator produkcji: Magdalena Sołtyńska

Opieka artystyczna: Maciej Eyman

Wystąpili:
- Agata Buzek – Fa Mulan (dialogi)
- Katarzyna Pysiak – Fa Mulan (śpiew)
- Krzysztof Banaszyk – Li Shang
- Jerzy Stuhr – Mushu
- Joanna Węgrzynowska – Mei
- Jerzy Bończak – Yao
- Olga Bończyk – Ting Ting
- Robert Rozmus – Ling
- Beata Wyrąbkiewicz – Su
- Marek Bocianiak – Chien-Po
- Arkadiusz Bazak – cesarz
- Aleksander Bednarz – Przodek
- Teresa Lipowska – Babcia Fa
- Hanna Chojnacka-Gościniak – Fa Li
- Janusz Nowicki – Fa Zhou
- Krzysztof Zakrzewski – Lord Qin

Wykonanie piosenek:
- „O tym lekcja ta” – Katarzyna Pysiak
- „Ta, za którą walczyć chcesz” – Marek Bocianiak, Jerzy Bończak, Robert Rozmus
- „Taka jak inne pragnę być” – Olga Bończyk, Joanna Węgrzynowska, Beata Wyrąbkiewicz

## Muzyka z filmu
1. Lesson Number One – Lea Salonga
2. Main Title
3. Like Other Girls – Ting Ting / Su / Mei
4. A Girl Worth Fighting For (Redux) – Yao / Ling / Chien Po
5. Here Beside Me – Hayley Westenra
6. (I Wanne Be) Like Other Girls – Atomic Kitten
7. The Journey Begins
8. In Love And In Trouble
9. The Attack
10. Shang Lives!
11. Here Beside Me (Instrumentalna)